# 조태진
조태진(趙泰鎭, 1937년 12월 12일 ~ 2021년 3월 23일)은 대한민국의 정치인이다. 민선1·2·3기 강원도 횡성군수를 역임했다. 본관은 횡성이고, 강원도 횡성군 출신이다. 종교는 천주교이며, 세례명은 다니엘이다.

## 학력
- 1953년 창림초등학교
- 1956년 우천중학교
- 1959년 횡성농업고등학교
- 1994년 연세대학교 대학원 고위관리자과정수료

## 경력
- 1965 ~ 1970년 재건국민운동 횡성군지부 사무국장
- 1971 ~ 1981년 민주공화당 제8지구당 사무국장, 제2지구당 연락소장
- 1982 ~ 1993년 6월 강원도 횡성군 우천면 면장, 횡성읍 읍장
- 1993 ~ 1995년 6월 강원도의원
- 1995 ~ 2006년 6월 강원도 횡성군수

## 역대 선거 결과
|  | 54.20% |

|  | 45.25% |

|  | 43.97% |